# Frémicourt
Frémicourt é uma comuna francesa na região administrativa de Altos da França, no departamento de Pas-de-Calais. Estende-se por uma área de 5,63 km². Em 2010 a comuna tinha 246 habitantes (densidade: 43,7 hab./km²).